# Władysław Stasiak
Władysław Augustyn Stasiak (15. marts 1966 – 10. april 2010) var en polsk politiker, som var chef for den polske præsidents kontor.
Fra den 2. november 2005 til 31. maj 2006 blev han understatssekretær i ministeriet for interne anliggender og administration, der har ansvaret for tilsynet med politiet, grænsepolitiet og regeringens beskyttelsebureau. Senere blev han statssekretær i ministeriet.
Han omkom under et flystyrt den 10. april 2010, sammen med bl.a. Polens præsident Lech Kaczyński.